# Jun (Kina)

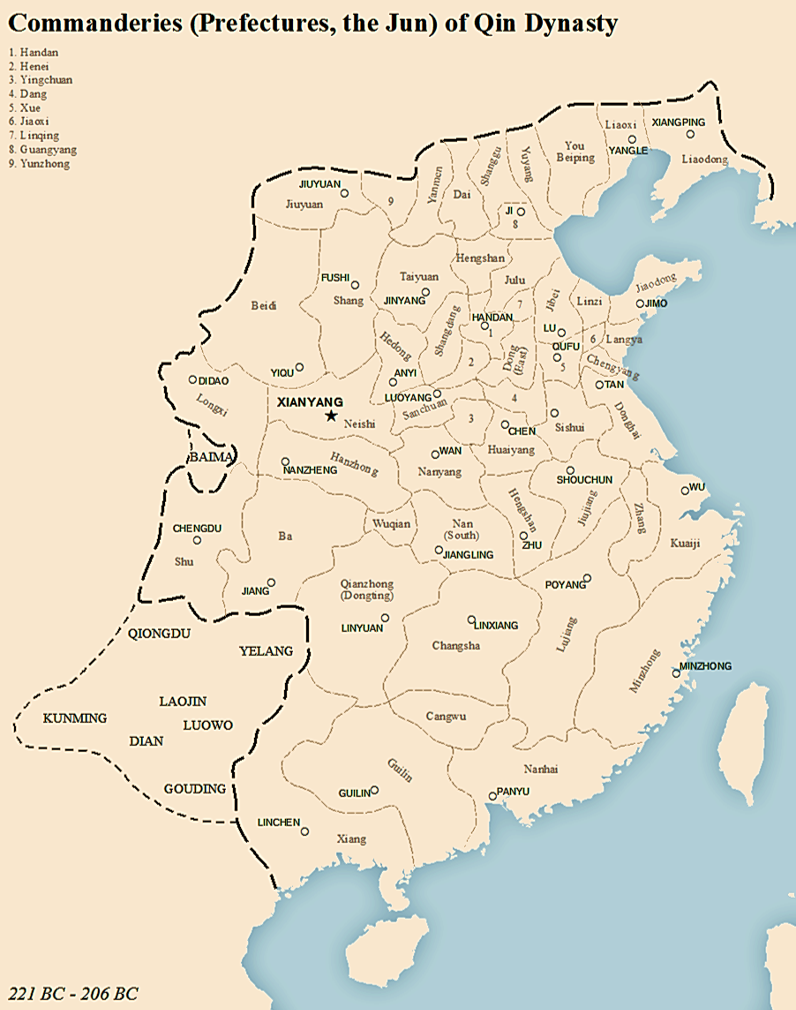
Qindynastins uppdelning i 36 olika jun.

Jun (郡; jùn) är en forna kinesisk regionindelning. Jun etablerades av Kinas första kejsare Qin Shi Huangdi (221 f.Kr.–210 f.Kr.) i och med att han etablerade 36 olika jun i landet. Jun var ett administrativt steg över härad.
Handynastin (206 f.Kr.–220) fortsatte använda indelningen i jun efter Qindynastin, men utökade antalet i takt med att imperiet expanderade upp till totalt 110 jun. År 106 f.Kr. omvandlade kejsare Wu alla jun (utom 7 närmast huvudstaden) till 13 distrikt.